# Lilla Nätaren
Lilla Nätaren är en sjö i Jönköpings kommun i Småland och ingår i Motala ströms huvudavrinningsområde. Sjön är 10,2 meter djup, har en yta på 2,46 kvadratkilometer och är belägen 251 meter över havet. Vid provfiske har bland annat abborre, braxen, gers och gös fångats i sjön.

## Delavrinningsområde
Lilla Nätaren ingår i det delavrinningsområde (640378-142824) som SMHI kallar för Utloppet av Lilla Nätaren. Medelhöjden är 264 meter över havet och ytan är 14,82 kvadratkilometer. Räknas de 15 delavrinningsområdena uppströms in blir den ackumulerade arean 180,31 kvadratkilometer. Delavrinningsområdets utflöde Motala Ström mynnar i havet. Delavrinningsområdet består mestadels av skog (59 procent) och jordbruk (13 procent). Avrinningsområdet har 2,46 kvadratkilometer vattenytor vilket ger avrinningsområdet en sjöprocent på 16,6 procent.

## Fisk
Vid provfiske har följande fisk fångats i sjön:
- Abborre
- Braxen
- Gärs
- Gös
- Lake
- Löja
- Mört
- Sarv